# فسفوفیلیت
فسفوفیلیت  (به انگلیسی: Phosphophyllite) با فرمول شیمیایی  از مجموعه کانی هاست و دارای شکستگی ناصاف است. به علت ترکیب شیمیائی و نیز در یونانی phullon به معنای برگ و ورق است. 
قابل حل در اسیدها ZnO:۳۶٫۲۷٪ FeO:۱۶٫۰۲٪ P2O۵:۳۱٫۶۴٪ H2O:۱۶٫۰۷٪ با Mn برای اولین بار در آلمان غربی کشف شد و از نظر شکل بلور: منشوری بلند - ورقه‌های نازک، رنگ: آبی - سبز، شفافیت: شفاف، شکستگی: ناصاف، جلا: شیشه ای، رخ: عالی - مطابق با سطح، دستگاه تبلور: مونوکلینیک و در رده‌بندی فسفات است و منشأ تشکیل آن ثانوی است.
همایند کانی‌شناسی (پارانژ) آن - ویویانیت- اسفالریت- تریپلیت- آپاتیت است، از نظر ژیزمان بلور- ماکل کمیاب است و بیشتر در آلمان غربی و بولیوی یافت می‌شود و در ایران نیز مشاهده گردیده است.